# Yitzchok Yaakov Weiss
Pour les articles homonymes, voir Weiss.
Yitzchok Yaakov Weiss connu comme le Minchas Yitzchak (15 février 1902, Dolyna, Galicie, Pologne, aujourd'hui Ukraine-14 juin 1989, Jérusalem, Israël) est un expert reconnu en loi juive (Halakha).

## Éléments biographiques
Yitzchok Yaakov Weiss est né le 15 février 1902 à Dolyna, Galicie, Pologne, aujourd'hui Ukraine. Il est le fils de Yosef Yehuda et Yocheved Weiss.

## Jérusalem
Il meurt d'une crise cardiaque, le 14 juin 1989 (11 Sivan 5749), à l'âge de 88 ans, à l'hôpital Bikur Cholim (incorporé aujourd'hui avec le Centre Médical de Shaare Zedek de Jérusalem.
Le New York Times mentionne que la police estime qu'environ 30 000 personnes assistent à ses funérailles. Il est enterré sur le mont des Oliviers.

## Famille
Sa première épouse est Miriam Horowitz (Hager). Il se marie en secondes noces avec Rivkah Leah Weiss.
Il a un fils, Berish Weiss, de Manchester, Royaume-Uni et de nombreux descendants.

## Œuvres
- Minchas Yitzchak (Responsa), 10 volumes.